# Константінос Довас
Константінос Довас (грец. Κωνσταντίνος Δόβας; 20 грудня 1898–1973) — грецький генерал, тимчасовий прем'єр-міністр країни.

## Життєпис
Народився в Епірі. 1918 року закінчив Грецьку військову академію. Під час громадянської війни командував гарнізоном рідного містечка Кониця й відзначився у кількох битвах. Зрештою дослужився до звання генерал-лейтенанта (1954), очоливши Генеральний штаб.
Після виходу у відставку з лав збройних сил став керівником двору короля Павла.
Восени 1961 року очолив грецький перехідний уряд.